# Redwitz an der Rodach
Redwitz an der Rodach è un comune tedesco di 3 424 abitanti, situato nel land della Baviera.